# Siero di latte

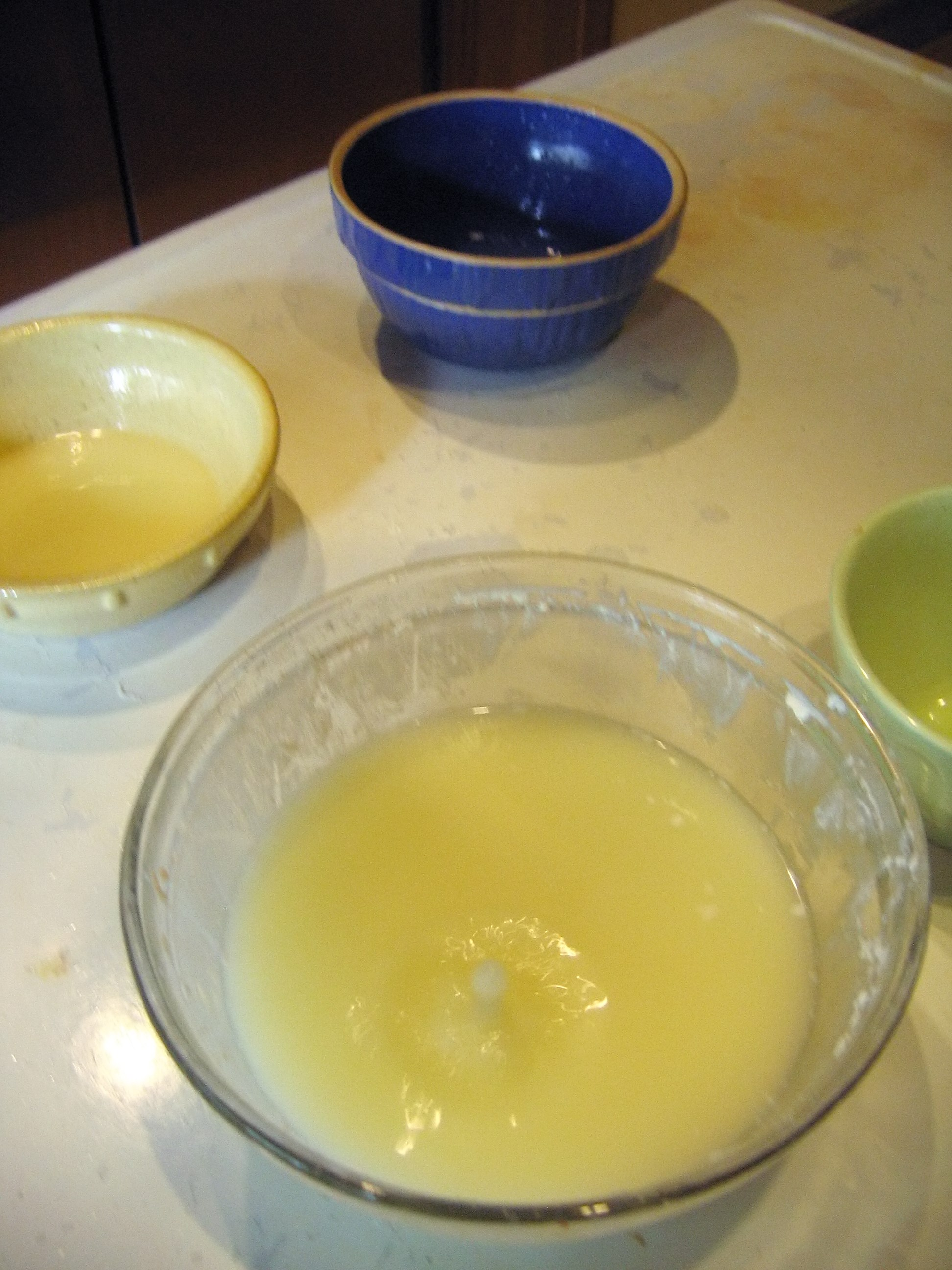
Siero di latte fresco

Il siero di latte è la parte liquida del latte che si separa dalla cagliata durante la caseificazione. Il siero è utilizzato per produrre ricotta, come additivo in altri prodotti alimentari e di pasticceria e come cibo per animali. Il siero di latte non va confuso con il latticello, che è la parte liquida del latte che si separa dal burro.
Contiene lattosio (50-75% della frazione secca), proteine (circa 8-14% della frazione secca) sali minerali (6-8%) e tracce di lipidi, oltre ai prodotti di degradazione del lattosio (acido lattico, glucosio, galattosio) in proporzione variabile a seconda del processo di caseificazione.
Il siero del latte è anche un'ottima fonte di proteine. Le proteine del siero di latte possono essere presenti in differenti concentrazioni e sono particolarmente ricche di amminoacidi ramificati. Solitamente le proteine del siero di latte usate nell'alimentazione umana e in particolare quella sportiva o dietetica hanno un titolo proteico di almeno il 70% e basse percentuali di lattosio. Esistono anche forme di proteina del siero idrolizzata, questo tipo di proteina si ottiene mediante acidificazione oppure trattando la proteina con enzimi, lo scopo è di ottenere una proteina parzialmente predigerita e antiallergena.
Le proteine del siero di latte vengono comunemente utilizzate anche nell'alimentazione zootecnica e in questo caso la percentuale proteica si attesta intorno al 35% circa.

## Siero di latte in polvere
Allo stato attuale il siero di latte è ampiamente valorizzato sia tal quale come alimentazione diretta per porcilaie, sia per ricavarne polvere di siero, proteine e lattosio ad uso alimentare e zootecnico.
Una nuova recente visione prevede l'utilizzo del siero di latte concentrato per la produzione di biogas.